# 民主主義同盟党
民主主義同盟党 (みんしゅしゅぎどうめいとう、クメール語: គណបក្សសម្ព័ន្ធដើម្បីប្រជាធិបតេយ្យ、英語: League for Democracy Party、LDP) は2005年7月15日に結成されたカンボジアの政党である。ただし党自体の設立は2006年6月26日である。党首はキム・ヴィアフスナである。「平等に暮らせる自分たちの国」を持つことを目標として明言している。「政府の権力を弱め市民に取り戻す」ための法的手段としての党の「8つの原理」を実施することが主な目的である。

## 歴史
民主主義同盟党は2005年7月15日にクメール人の社会的、政治的な問題を解決しようという信念や考えがおおむね同じである小さなグループが集まって結成された。
政党の設立に関した法律に従って民主主義同盟党を設立するための手続きの申請が設立者によってなされた。そして民主主義同盟党は内務省からの2006年6月26日付の792番の告知によっては認可、設立、公式登録がなされた。

### 第2回民主主義同盟党通常会議
プノンペンのダイアモンド・アイランドにて開かれた民主主義同盟党会議には5000人ほどの支援者が出席した。
2005年に民主主義同盟党を立ち上げたキム・ヴィアフスナは以前サム・ランシー党員であり、再びその指導者として支持された。
2012年の自治体選挙では民主主義同盟党は8議席を獲得した。しかし主要政党の議席数と比べると少ない。多い順に並べるとカンボジア人民党は8000議席、ノロドム・ラナリット党は52議席獲得している。しかしそれであっても多くて1議席しか獲得できなかったその他の小規模政党より大幅に多い。
2005年に立ち上げられてから着実に発展し続け、2017年の選挙では国内にある1646のクムの過半数である844のクムで出馬した。

## 政治観念
「平等に暮らせる自分たちの国」を共通の理想としていることからわかるように、法の下ですべてのカンボジア人は平等に生きられなければならないとの考えよりこの政党は左派であると考えられる。
"The ruling establishment has been enjoying their chic lifestyle above the laws, which has created all sorts of problems Cambodia faces today. The main solution to the problems is to decentralize all the powers that have long been consolidated by the ruling party. This is to unburden the works of the top leadership of the nation and create new responsibilities for lower levels of the administrative system, which are to be directly elected by the people."—キム・ヴィアフスナ
「今の支配体制は法の外で優雅な生活を楽しんでいて、カンボジアが今直面しているあらゆる問題の原因となっています。この問題を解決するには与党に長い間集中してきた権力の分散が主に必要です。つまり国のトップの仕事を減らし、国民によって直接選挙で選ばれた下位の行政システムに担当させるようにするということです。」—キム・ヴィアフスナ

## 8つの政治原理
この8つの原理の目的は「市民が一体となって政府のコントロールを保ち、すべてのレベルにおいて政府の権力を弱め、制限、そして監視を行う」ことであると明言されている。
- 総理大臣の任期は最長で2回までにする。(1回の任期で5年) これによって、搾取、腐敗、縁故採用によって社会に大きな影響を与え最後には失敗するような権威主義や専制主義、全体主義の政府になることを防ぐことができる。
- 総理大臣や高い位の公務員は自身の警備隊やボディガードを組織してはならない。警備隊を個人で持つことは野心的に自分のための武力を持つことと同義化して強権的な権力闘争につながりやすい。そのため市民にとっての重要性はない。
- 行政府での任期中は総理大臣は国民政府より提供される公邸に一時的に住まなければならない。これは国を治めている間に総理大臣とその直近の家族を守るための安全対策である。
- 行政裁判所を設ける。
- 軍隊と警察での将官の役目や職務もまた将官への昇進のように議会によって認可されるべきである。
- 国家公務員[訳注 2]は中立でいるべきである。
- (クム/サンカト、郡/カン、州/特別市) すべてのレベルにおいて政府には住民代表の参加または住民の選挙で選ばれた代表がいなければならない。住民の声に応えるために代表は必要である。
- 議員は小選挙区制によって選出する[7]。

## 総選挙結果
| 選挙 | 代表               | 得票    | 得票 | 得票     | 議席     | 議席     | 順位 | 政府                 |
| 選挙 | 代表               | #       | %    | ±        | #        | ±        | 順位 | 政府                 |
| ---- | ------------------ | ------- | ---- | -------- | -------- | -------- | ---- | -------------------- |
| 2008 | キム・ヴィアフスナ | 68,389  | 1.0  | 1.0      | 00 / 123 | 増減なし | 6位  | CPP - フンシンペック |
| 2013 | キム・ヴィアフスナ | 68,909  | 1.0  | 増減なし | 00 / 123 | 増減なし | 4位  | CPP                  |
| 2018 | キム・ヴィアフスナ | 309,364 | 4.9  | 3.8      | 00 / 125 | 増減なし | 3位  | CPP                  |

### 訳注
1. ↑  翻訳: ともに考え、ともに動き、お互いに責任を持とう。
2. ↑  08:38, 5 September 2018 UTC の英語版ではofficialは単数形です。